# Alberth Bravo
Alberth Idel Bravo Morales (né le 29 août 1987 à Cabimas) est un athlète vénézuélien, spécialiste du 400 m, mais également du saut en hauteur et du 110 m haies.

## Biographie
Lors des Jeux olympiques à Londres, le 4 août 2012, il bat son record sur 400 m en 45 s 61. Il remporte deux médailles lors des Jeux d'Amérique centrale et des Caraïbes de 2014 au Mexique. Le 25 novembre 2014, il porte son record à 45 s 21 à Xalapa. Le 12 juin 2015, il devient champion sud-américain à Lima en 45 s 26. Le 26 mars 2016, il court en 45 s 87 à Cuenca.

## Palmarès
| Date | Compétition                              | Lieu                 | Résultat | Épreuve     | Marque        |
| ---- | ---------------------------------------- | -------------------- | -------- | ----------- | ------------- |
| 2009 | Championnats d'Amérique du Sud           | Lima                 | 2e       | Hauteur     | 2,13 m        |
| 2010 | Championnats ibéro-américains            | San Fernando         | 3e       | 4 × 400 m   | 3 min 5 s 53  |
| 2012 | Championnats ibéro-américains            | Barquisimeto         | 2e       | 4 × 400 m   | 3 min 1 s 70  |
| 2012 | Jeux olympiques                          | Londres              | 6e       | 4 × 400 m   | 3 min 2 s 18  |
| 2013 | Championnats d'Amérique du Sud           | Carthagène des Indes | 3e       | 4 × 100 m   | 39 s 76       |
| 2013 | Championnats d'Amérique du Sud           | Carthagène des Indes | 2e       | 4 × 400 m   | 3 min 3 s 64  |
| 2014 | Relais mondiaux de l'IAAF                | Nassau               | 6e       | 4 × 400 m   | 3 min 01 s 44 |
| 2014 | Jeux d'Amérique centrale et des Caraïbes | Xalapa               | 3e       | 400 m       | 45 s 82       |
| 2014 | Jeux d'Amérique centrale et des Caraïbes | Xalapa               | 2e       | 4 × 400 m   | 3 min 1 s 80  |
| 2015 | Championnats d'Amérique du Sud           | Lima                 | 1er      | 400 m       | 45 s 26       |
| 2015 | Championnats d'Amérique du Sud           | Lima                 | 1er      | 4 × 400 m   | 3 min 4 s 96  |
| 2015 | Jeux mondiaux militaires                 | Mungyeong            | 2e       | 4 x 400 m   | 3 min 04 s 10 |
| 2017 | Championnats d'Amérique du Sud           | Luque                | 2e       | 400 m haies | 50 s 36       |
| 2017 | Championnats d'Amérique du Sud           | Luque                | 3e       | 4 × 400 m   | 3 min 7 s 74  |

### Records
| Épreuve         | Performance  | Lieu       | Date              |
| --------------- | ------------ | ---------- | ----------------- |
| 400 m           | 45 s 21 (NR) | Xalapa     | 25 novembre 2014  |
| Saut en hauteur | 2,22 m       | San Felipe | 29 septembre 2006 |
| Saut en hauteur | 2,22 m       | Sucre      | 24 novembre 2009  |
| 110 m haies     | 13 s 89      | Sucre      | 23 novembre 2009  |